# Holochlora digitata
Holochlora digitata är en insektsart som först beskrevs av Heinrich Hugo Karny 1926.  Holochlora digitata ingår i släktet Holochlora och familjen vårtbitare. Inga underarter finns listade i Catalogue of Life.